# Nicola Sartori
Nicola Sartori, född den 17 juli 1976 i Terracina i Italien, är en italiensk roddare.
Han tog OS-brons i dubbelsculler i samband med de olympiska roddtävlingarna 2000 i Sydney.